# 질 라슨
질 라슨(Jill Larson, 1947년 10월 7일 ~ )은 미국의 배우, 연극 배우, 텔레비전 배우, 영화배우이다.
미니애폴리스에서 태어났다.

## 영화
- 미드윈터 (2016년) - 바이올렛 역
- 포에버 (2015년) - 레이첼 역
- 테이킹 (2014년) - 데보라 로건 역
- 셔터 아일랜드 (2010년) - 수갑 채운 여자 역
- 워 더 월드 마인 (2008년)
- 28일 동안 (2000년)
- 화이트 스콜 (1996년)
- 와이즈 가이스 (1986년)
- 파리는 안개에 젖어 (1971년)
- 원 라이프 투 리브 (1968년)
- 애즈 더 월드 턴즈 (1956년)